# Alexis Blin
Alexis Blin (Le Mans, 16 de septiembre de 1996) es un futbolista francés. Juega en la posición de centrocampista en el Palermo F. C. de la Serie B de Italia. Ha representado a la selección francesa en diversas categorías inferiores.

## Trayectoria
Blin jugó en las divisiones juveniles del Le Mans F. C., donde a los diecisiete años formó parte del equipo sub-19, dirigido por Jérôme Drouin. En noviembre de 2013 se unió al Toulouse F. C., en donde tuvo buenas actuaciones en las juveniles. El 26 de junio de 2015 firmó su primer contrato profesional, por tres años. En septiembre de 2018 se marchó cedido al Amiens S. C., que en junio de 2019 anunció que firmó con el club hasta 2022. Un año antes de expirar su contrato fue traspasado a la U. S. Lecce. Allí estuvo tres temporadas y en julio de 2024 fichó por el Palermo F. C..

## Selección nacional
En febrero de 2013 fue convocado por Patrick Gonfalone para jugar con la selección sub-17. Posteriormente, fue seleccionado por Gonfalone para disputar el Campeonato Europeo de la UEFA Sub-19 2015, en el cual quedaron eliminados en la semifinal. Después de formar parte de la sub-20, en 2016 fue convocado para jugar con la sub-23.

## Estadísticas
La siguiente tabla detalla los encuentros disputados y los goles marcados por Blin en los clubes en los que ha militado.
| Toulouse F. C. Francia | 2014-15             | 6   | 0 | 0 | 0  | 0 | 0 | 0 | 0 | 0 | 6   | 0 | 0 |
| Toulouse F. C. Francia | 2015-16             | 24  | 0 | 0 | 5  | 0 | 0 | 0 | 0 | 0 | 29  | 0 | 0 |
| Toulouse F. C. Francia | 2016-17             | 26  | 0 | 0 | 1  | 0 | 0 | 0 | 0 | 0 | 27  | 0 | 0 |
| Toulouse F. C. Francia | 2017-18             | 26  | 1 | 3 | 4  | 0 | 0 | 0 | 0 | 0 | 30  | 1 | 3 |
| Toulouse F. C. Francia | Total               | 82  | 1 | 3 | 10 | 0 | 0 | 0 | 0 | 0 | 92  | 1 | 3 |
| Amiens S. C. Francia | 2018-19             | 27  | 1 | 0 | 3  | 0 | 0 | 0 | 0 | 0 | 30  | 1 | 0 |
| Amiens S. C. Francia | Total               | 27  | 1 | 0 | 3  | 0 | 0 | 0 | 0 | 0 | 30  | 1 | 0 |
| Total en su carrera | Total en su carrera | 109 | 2 | 3 | 13 | 0 | 0 | 0 | 0 | 0 | 122 | 2 | 3 |
| (1) Incluye datos de Copa de Francia, Copa de la Liga de Francia y playoffs de ascenso y descenso. (2) No incluye goles en partidos amistosos. |                     |     |   |   |    |   |   |   |   |   |     |   |   |

## Palmarés

### Campeonatos nacionales
| Título  | Club        | País   | Año  |
| ------- | ----------- | ------ | ---- |
| Serie B | U. S. Lecce | Italia | 2022 |